# Шалап
Шала́п (рос. Шалап) — село у складі Цілинного району Алтайського краю, Росія. Адміністративний центр Шалапської сільської ради.

## Населення
Населення — 738 осіб (2010; 957 у 2002).
Національний склад (станом на 2002 рік):
- росіяни — 96 %